# 拉瓦納 (堪薩斯州)
拉瓦納（英語：Ravanna）是位於美國堪薩斯州芬尼縣的一個鬼鎮。

## 歷史
拉瓦納的郵政局於1886年設立，直到1922年結束營運。